# Crenadactylus ocellatus
Crenadactylus ocellatus är en ödleart som beskrevs av  Gray 1845. Crenadactylus ocellatus ingår i släktet Crenadactylus och familjen geckoödlor.

## Underarter
Arten delas in i följande underarter:
- C. o. ocellatus
- C. o. bilineatus
- C. o. naso
- C. o. rostralis